# Nicolae Calancea
Nicolae Calancea (Chișinău, 29 agosto 1986) è un ex calciatore moldavo, di ruolo portiere.
È il fratello minore del sollevatore Valeriu Calancea.

## Palmarès

### Club

#### Competizioni nazionali
- Coppa di Romania: 1

U Craiova: 2017-2018

### Individuale
- Miglior portiere del campionato rumeno: 1

2016-2017